# Karl Nitz
Karl Nitz (geb. 16. Oktober 1932 in Schlochau, Pommern; gest. im September 2020 in Berlin) war ein Judoka aus der Deutschen Demokratischen Republik (DDR). Er trägt den 4. Dan.

## Biografie
Karl Nitz begann bei der TSG Rodewisch mit dem Judosport und erzielte als Jugendlicher bei Judoturnieren auf Bezirks- und DDR-Ebene erste Erfolge. Nachdem er zum SC Dynamo Berlin delegiert wurde, gewann er 1957, 1959, 1961 und 1964 den DDR-Meistertitel im Schwergewicht. 1963 gewann er bei den Europameisterschaften in Genf als erster Dynamo-Judoka einen Europameistertitel gegen den Italiener Nicola Tempesta in der Offenen Klasse. Außerdem errang er bei den Judo-Europameisterschaften 1962 und 1965 jeweils eine Bronzemedaille. Sein größter Konkurrent auf nationaler Ebene war Herbert Niemann, der ebenfalls vier Mal den DDR-Meistertitel errang. Nach seiner aktiven Laufbahn arbeitete Nitz unter dem Clubtrainer Gert Schneider im Trainerstab des SC Dynamo Hoppegarten.
Nach der Wende engagierte er sich in den 1990er Jahren noch als Trainer im Judo-Verband Berlin (JVB). Wegen einiger persönlicher Enttäuschungen und auch krankheitsbedingt hatte er sich danach vollständig vom Judosport zurückgezogen, sodass im JVB sein Ableben im September 2020 erst drei Monate später bekannt und bedauernd zur Kenntnis gegeben wurde.